# 布雷特峰 (維內迪傑山脈)
47°02′13″N 12°28′05″E / 47.036834°N 12.468051°E
布雷特峰（德語：Bretterspitze），是奧地利的山峰，位於該國西部，由蒂羅爾州負責管轄，屬於維內迪傑山脈的一部分，海拔高度3,001米，每年平均降雨量2,138毫米，人類在1932年首次登頂。